# 台視新聞
台視新聞（英語：TTV NEWS）是臺灣電視公司（台視）新聞部製播的电视新聞節目總稱，為台視少數幾個自行製作的節目系列之一。2006年後，由於非凡電視成為台視最大股東、且有隸屬關係，現今台視新聞的主要合作對象為非凡新聞。

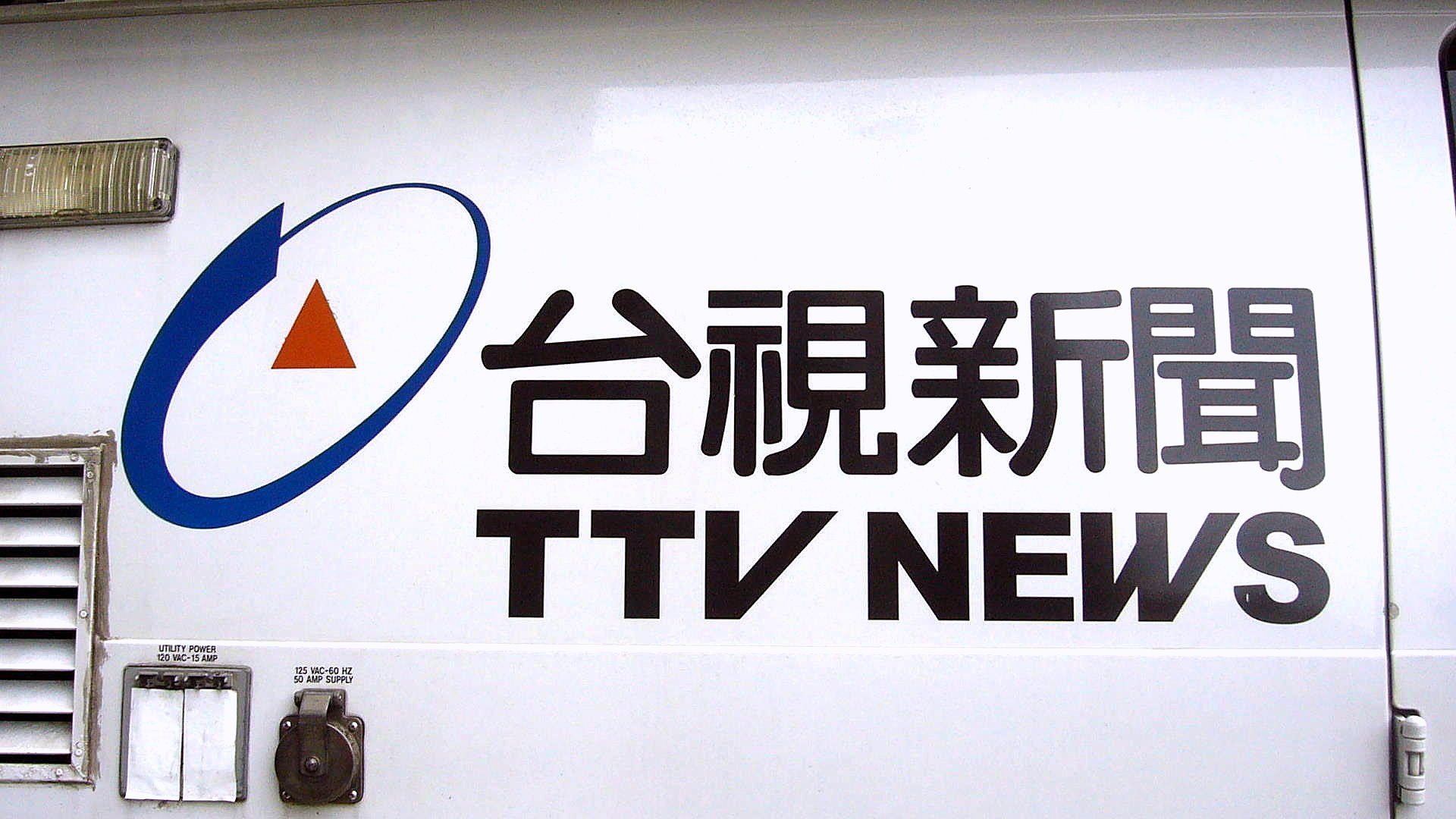
台視新聞SNG車BQ-978側面的台視第二代企業識別標誌與台視新聞標準字

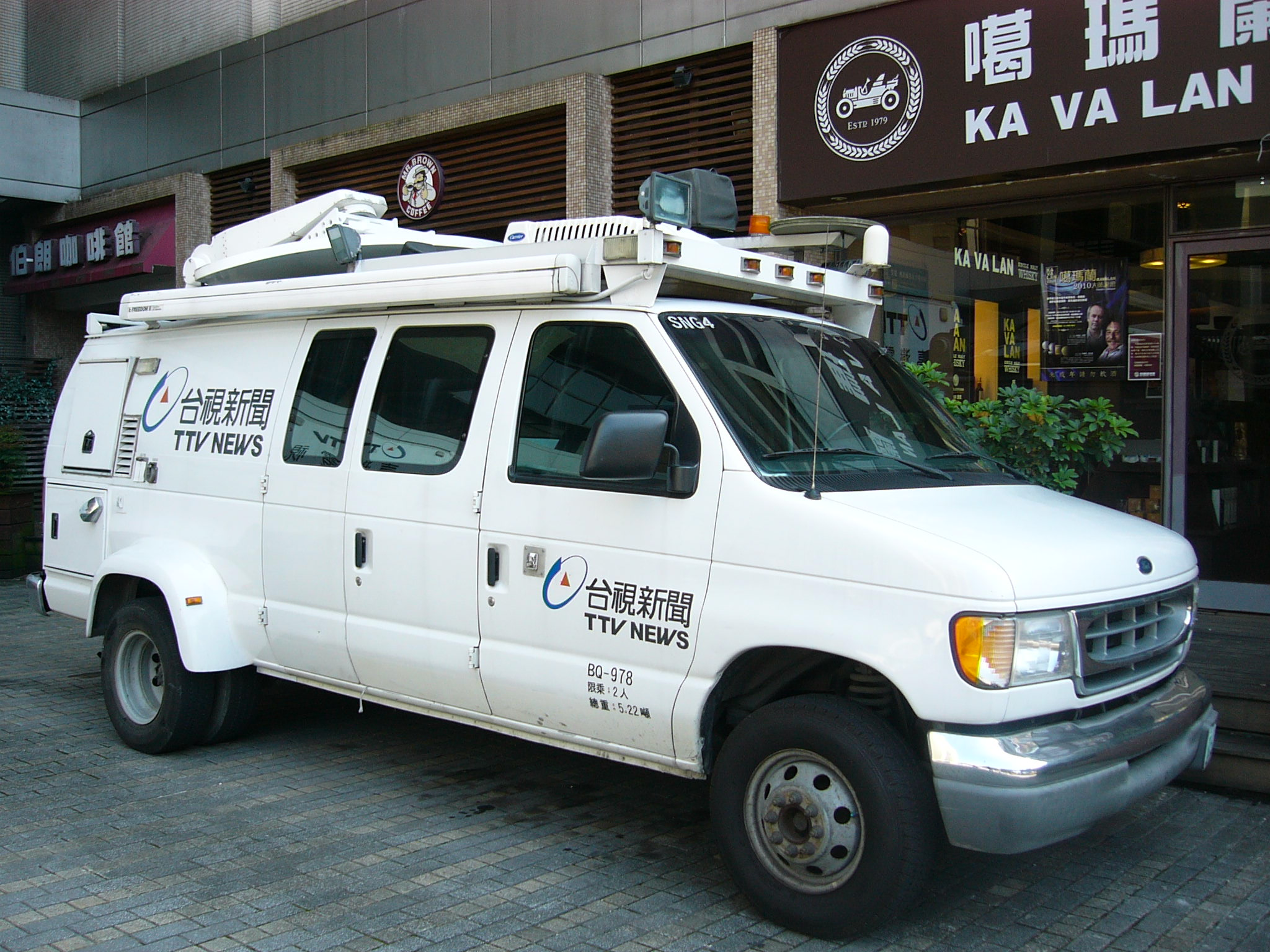
台視新聞SNG車BQ-978，車型為Ford Econoline 350

台視新聞開播時稱為「電視新聞」，起初只在每日20:00～20:15播出一節新聞，當時播報形式為記者1人與女播音員1人輪流播報。中國電視公司（中視）開播後，台視才將「電視新聞」改名為「台視新聞」，以與中視的電視新聞節目總稱「中視新聞」有所區別。
在1990年代臺灣電視產業自由化前，尤其是《台視晚間新聞》主播李四端於1997年3月1日跳槽華視新聞以前，台視一直享有「新聞王國」的美譽，在老三台當中擁有最完整的新聞編採能力、以及公信力的報導品質。另外，台視率先與美國CNN（有線電視新聞網）簽約，把CNN的新聞影片導入台視新聞，拓展了台灣的電視新聞的國際視野。1988年1月1日，台視新聞部體育組升格為體育部，是台灣唯一專門負責製播體育節目（包括體育新聞）的电视台一級部門，其製播的體育節目總稱是「台視體育」（TTV SPORTS）。
目前，台視新聞在台視主頻有晨間、午間、晚間等三個常態檔次；如逢選舉等重大事件，則會另播出特別報導。此外，台視新聞部也製作新聞資訊節目（深度報導），主要以財經議題、社會新聞為主題。另有台視新聞台及台視財經台製播大量新聞報導。

## 沿革

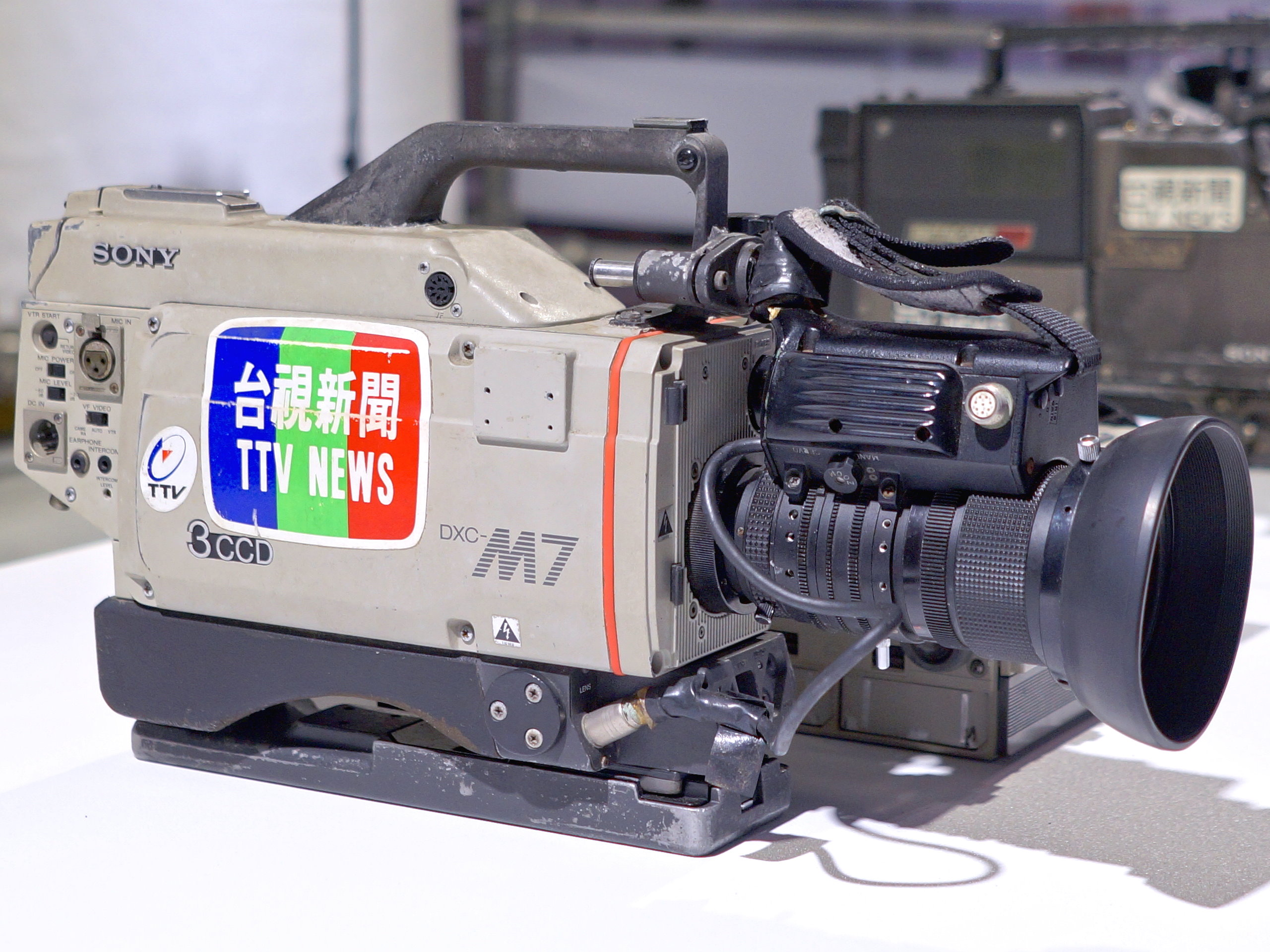
台視新聞Sony電子攝影機DXC-M7

- 1962年4月28日，台視成立，旗下負責製播新聞節目的單位是節目部新聞組，當時設置組長1人、記者2人、攝影記者2人、編譯1人、編導1人、資料管理1人與技工1人。[1][3]
- 1962年10月3日（台視試播期間），台視播出臺灣電視史上第一次「氣象報告」。台視歷任氣象主播早期多由女性擔任，包括夏琍琍、王雛鳳、鄢蘭（並兼任各節目字卡報幕工作）與劉定華等人；後來陸續由白詩禮（也曾經是體育主播）、任立渝、熊臺玉、王軍凱等男性主播擔任氣象主播。
- 台視開播初期（1962年10月10日至1962年12月31日），每日20:00～20:15播15分鐘新聞，畫面為靜態照片、圖表、字卡及影片；由一男一女播音員在幕後輪流交替播報，配上背景音樂。[4]
- 1963年2月1日，台視的國際新聞開始採用合眾國際社新聞影片，每天播出三、四則，長約五分鐘，接在20:00新聞之後，於每天20時16分至20時20分由播音員旁白播出。[1]
- 1963年1月1日至1963年10月9日，台視各節新聞改由記者面對鏡頭播報。1963年10月10日起，每日20:00新聞改由男女記者交錯播報。
- 1963年6月5日11:50～12:50，台視在臺北松山機場實況轉播歡迎泰王蒲美蓬及詩麗吉王后訪問中華民國典禮，是台灣電視新聞史上第一次實況轉播。[5][6]
- 1963年12月3日，台視在每週一至週六20:15～20:20播出《世界新聞》，每週日播出以世界電視新聞影片剪輯成15分鐘的《一周國際大事》。[5]1965年3月，台視在每週一至週五23:20～23:30增播10分鐘的《收播新聞》。[7]
- 1964年2月，台視增購傳真照片接收機，每日接收合眾國際社的18張傳真照片（radio photo或wire photo）。[8]
- 1965年10月，台視現場直播午間新聞節目《午間新聞》開播。1966年9月26日，台視第二屆第九次董事會通過將節目部新聞組升格為新聞部，當時台視副總經理李蔚榮兼任新聞部主任[1]，新聞部下設「採訪組」、「編導組」與「資料組」，但於同年12月1日起正式組織功能運作。[9]
- 1969年7月16日，台視連續十天在每日晚間播出30分鐘的《人類首次登陸月球探險特別報導》，播放錄自人造衛星的太陽神11號太空人登陸月球實況影片，羅大任主持，並聘請兩位科學顧問解答各項問題；同年7月21日，台視提前於上午10:30開播，報導人類第一步踏上月球表面。[10]
- 1969年11月19日，台視以1小時實況轉播太陽神12號太空人登陸月球，這是台灣電視史上第一次使用人造衛星所作的現場轉播。[11]
- 1969年12月29日，台視製作的美國副總統斯皮羅·阿格紐訪問中華民國的彩色新聞影片透過人造衛星傳送至美國廣播公司（ABC）電視網播出，是台視第一部透過人造衛星傳送至美國播出的新聞影片。[12]
- 1970年3月，台視新聞部編導組與資料組分別改名為編譯組與製作組，熊湘泉擔任編譯組第一任組長，李聖文擔任製作組第一任組長。[13]
- 1970年8月12日，台視傳送中華航空206號班機空難失事墜毀的新聞畫面給富士電視台，這是台灣電視新聞畫面第一次以人造衛星傳送至國外；台視在該日20:30以人造衛星傳送長達10分鐘的該段新聞畫面給富士電視台，富士電視台隨即在該日21:00～21:10播出該段新聞畫面。[14]
- 1970年10月10日，台視首次以彩色節目訊號播映午間及晚間新聞。[14]
- 1971年2月5日22:00～23:00，台視以彩色節目訊號轉播太陽神14號太空人漫步月球，方式為日本教育電視台（NET）收錄衛星訊號後傳給台視；2月7日，台視以彩色錄影方式播出《人類三度登月特別報導》。[14]
- 1971年6月7日09:10，中華民國六十年全國少年棒球選拔賽在台南市開幕，台視啟用耗資新台幣2400萬元向英國廣播公司（BBC）訂購的彩色轉播車轉播賽事；此型轉播車是BBC綜合20部轉播車的實際使用經驗所改良製成的，全球第一部已被BBC優先留用，台視訂購的是全球第二部。[14]
- 1971年9月7日，台視正式以彩色播出每日三節的新聞及氣象報導。[15][16]
- 1975年，台視新聞部編譯組組員盧治楚升任組長，編譯組同時改名為國外新聞組。[17]
- 1976年4月21日，台視率先以電子新聞採集（ENG）機器採訪新聞[18]，所購的三部ENG機器為DXC-1600攝影機、DXC-1600攝影機控制器與VO-3800卡式錄影機。[19]
- 1976年10月25日，台視新聞攝影棚改用兩台攝影機變換取鏡，配合幻燈片、照片、地圖、素描等作不同情況、不同角度的畫面取捨，畫面可以轉換成專家學者或專訪記者在新聞中作分析或專題報導。[20]
- 1977年4月7日，合眾國際社供應的國際新聞影片改為每週供應一部份卡式錄影帶，將在東京以人造衛星傳真錄成的國際新聞卡式錄影帶空運至台視。[21]
- 1977年5月2日，台視增購維視新聞社（Visnews）卡式新聞錄影帶。[8][21]
- 1979年1月，台視啟用「新聞字幕提示器」（Auto Cue），以裝在攝影機上的提字器顯示字幕，使播報者能面對攝影機而不必低頭看稿。[22]
- 1979年8月，為了因應第二次石油危機，《收播新聞》停播；1980年1月7日，《收播新聞》復播。[23]
- 1980年9月30日，台視東翼大廈落成啟用，台視新聞部遷至東翼大廈10樓，東翼大廈第三攝影棚劃為新聞專用棚。[22]
- 1981年3月，台視晚間氣象改由新聞部採訪組記者輪流播報，強調口語化與親切感，一改以往播音員播報氣象的型態。[24]
- 1981年10月6日，台視新聞率先報導埃及總統沙達特遇刺身亡。[25]
- 1981年11月30日，台視建立主播制度，固定三節新聞主播：顧安生與周嘉川擔任午間新聞主播，盛竹如擔任《台視晚間新聞》主播，張繼正等人輪流擔任《收播新聞》主播；同時，午間新聞增闢〈午餐時間〉報導有關民生之大眾切身問題，《台視晚間新聞》增闢〈新聞評論〉聘請各種專家作短評。[26]其後因人事變遷，台視三節新聞改為單主播制：顧安生擔任午間新聞主播，盛竹如擔任《台視晚間新聞》主播，張繼正擔任《收播新聞》主播，且三人休假時皆有專人代班。[23]
- 1981年12月1日，《台視晚間新聞》開闢新聞評論單元〈電視評論〉，邀請學者專家講評當日重大議題，時間為3分鐘左右。[23]
- 1982年1月，台視晚間氣象改由中央氣象局專家蘇光鑑和台視生活資訊節目《點線面》女主持人王羽共同播報。[24]
- 1982年3月，台視晚間氣象改由記者白詩禮播報，根據氣象顧問唐聿雲的整理及分析，運用中央氣象局提供的資料，解說衛星雲圖與天氣圖。[24]
- 1983年10月，台視晚間氣象開始報導台灣各主要地區濕度，作為農事及晴雨判定之參考。[24]
- 1982年5月7日，《台視晚間新聞》率先播出「警方偵破土地銀行古亭分行搶案」新聞，台視主播張繼正同時訪問到該案嫌犯李師科，創下最高收視率58.1%。[27]
- 1983年10月1日，台視開始直收維視新聞社每日衛星新聞。[22]
- 1984年12月26日，台視總經理石永貴、台視新聞部經理盧治楚與台北國際社區廣播電台（ICRT）管理顧問桂克瑞（Craig Quicr[28]）簽訂合作協議，台視將維視新聞社新聞的音軌傳送給ICRT，以服務外國僑民。[29]
- 1985年1月1日，台視在高雄市成立南部業務發展中心，初期工作人員七人，先行強化新聞與業務方面，擁有新聞攝影棚、副控室與微波倒送設備，總投資金額約為新台幣兩千萬元。[29]
- 1985年1月7日，台視在每週一11:50～12:00播出《農漁新聞》（1986年3月起改為每週一11:50～11:55播出）[30]。
- 1985年3月25日，台視新聞副控室啟用台視工程部自行設計及安裝的「直播新聞資料帶裝置」，有「播出優先」、「預防他種信號誤出」等功能，且能改善呆滯畫面。[31]
- 1985年7月1日，台視南部業務發展中心開始每日以微波倒送設備將台灣南部重大新聞傳送給台視總部。[31]
- 1985年12月1日，台視新聞部增設體育組。[32]
- 1986年1月1日，台視現場直播夜間新聞節目《台視新聞夜線》開播，播出時間為每週一至週五23:00～23:25[33]；台視夜間氣象改用動態表現，拍攝當晚某地景觀作為氣溫變化的背景。[34]
- 1986年2月1日至7日，台視新聞部在一星期內每日獨家接收法國廣播公司以人造衛星傳送的法國國內及國際新聞，此服務是法國廣播公司透過台北法國文化科技中心免費提供給台視。[35]
- 1986年3月1日，《台視午間新聞》更名為《午安您好 台視新聞》，並改變播出時段，播出長度從20分鐘延長為30分鐘，內容增加股市報導與商品行情，同時在第三攝影棚安裝電腦終端機且直接與台灣證券交易所連線，報導當日中午最新股市變化。[11]
- 1986年3月3日，台視新聞啟用率先從美國購進、價值新臺幣400萬的Dubner CBG-2電腦繪圖機（於1985年11月11日安裝完成），首先將其彩色繪圖功能應用於該日19:30《台視晚間新聞》的氣象圖。[36][37]
- 1986年3月23日，丁中江主持的台視新聞評論節目《新聞評論》停播，改播台視節目部製播的節目《周日劇場》。[38]
- 1986年4月8日，台視與鼎盛商業機器公司簽約，訂購Microdata（英语：Microdata Corporation） 6525電腦主機及其周邊設備，供台視新聞資料管理系統使用；1986年6月20日，Microdata 6525安裝完成，並將1980年1月至1987年7月新聞資料（約六萬筆）建檔；1986年8月1日，台視新聞資料管理系統開放新聞部線上查詢。[39]
- 1987年3月1日，台視新聞部副理廖蒼接任台視節目部經理，中國國民黨中央委員會文化工作會總幹事章紹曾接任台視新聞部副理。[40]
- 1987年4月2日11:00，台視在第一攝影棚（台視一棚）舉辦夜間新聞節目《台視新聞世界報導》發表會，標榜與CNN合作。[41]
- 1987年4月6日，《台視新聞世界報導》開播，最早的播出時間為每週一至週五22:30～23:00，且每日接收《CNN晚間新聞》（CNN Evening News）畫面。[42]
- 1987年4月25日台視新聞部經理盧治楚轉任中視副總經理，1987年5月1日台視新聞部副理章紹曾升任台視新聞部經理。[43]
- 1987年5月11日，台視新聞部增購6台Sony CFC-3000攝影機。[44]
- 1987年10月底，台視新聞開始使用CPG-2電腦繪圖機。[45]
- 1987年11月2日，台視在每日上午11:40～12:00增播閩南語新聞節目《鄉親您好 台視新聞：閩南語新聞》。[46]
- 1987年11月17日，台視新聞啟用東芝PU-503攝影機。[47]
- 1987年11月28日，台視新聞攝影棚視訊切換器更新為Ampex AVC-21。[47]
- 1987年12月17日，台視董事會通過提議：於1988年1月1日成立體育部，盛竹如擔任體育部經理。[47]
- 1987年12月19日，台視新聞攝影棚成音控制器更新為Studer-962。[47]
- 1988年1月1日，台視新聞部體育組升格為體育部，攝作組副組長陳幸男調任體育部製播組組長，攝作組技術指導陳富雄接任攝作組副組長。[48]
- 1988年8月1日，台視與吸引力集團（ATT Group）及中興百貨合作，ATT服飾與中興百貨門口的電視牆於每日19:00～20:00播出《台視晚間新聞》。[49]
- 1988年10月10日，《早安您好 台視新聞》開播，最早的播出時間為每日06:30～08:30；當時台視會在《早安您好 台視新聞》之前的每日06:20～06:30播一段「迷你卡通」，然後《早安您好 台視新聞》在每日06:30、07:00、08:00各播一節新聞，《早安您好 台視新聞》內其餘時段各播三節氣象與兩節路況報導。而當時《早安您好 台視新聞》在每日06:30～06:40播出10分鐘的CNN「國際新聞」，但台視只作標題而不翻譯。[50]
- 1989年2月22日，《台視新聞世界報導》增開5分鐘的體育新聞，台視成為台灣第一家以固定時段播出體育新聞的電視台。[32]
- 1989年3月1日，《午安您好 台視新聞》改以彩色畫面播出股市行情資料。[51]
- 1989年4月1日，台視第十屆第五次董事會通過新聞部成立節目組與行政組[52]；同月，台視新聞部採訪組組長李四端接任《台視晚間新聞》主播，當時《台視晚間新聞》的播報現場就是台視新聞部的大辦公室。[53]
- 1989年5月3日，為了建立內部共識與改進採訪、攝影及製作技巧，台視新聞部成立以外勤記者為對象的「工作午餐會」，預定每月開會2次，選擇特定專題，邀請資深員工分別擔任主講及解答。[54]
- 1989年8月10日，台視新聞部與《中時晚報》編輯部開始共同策劃《台視新聞世界報導》的深度報導單元，是台灣第一個電視與報紙跨媒體合作的電視節目。[54]
- 1990年2月1日，台視體育部製作的5個節目《美國NBA職業籃球大賽》、《龍騰飛躍》、《回首看奧運》、《奧運精華》、《體育廣場》統一以「台視體育」為品牌，使體育部製播的新聞、節目與轉播涵蓋於統一品牌之下，樹立獨特形象[55]；同月，台視新聞完全淘汰已使用將近30年的照相打字，此後完全以電腦字幕機製作新聞字幕。[56]
- 1990年2月19日，台視新聞啟用新聞電腦字幕系統，淘汰照相打字。[57]
- 1990年3月21日，為因應1990年中華民國總統選舉，《台視晚間新聞》延長播出時間為60分鐘，台視新聞部採訪組總計派遣11組記者採訪1990年中華民國總統選舉；同日13時許，台視率先以字幕插播報導李登輝以641票當選總統。[58]
- 1990年5月21日10:45，台視記者方怡文赴中國大陸採訪的畫面從北京透過人造衛星直接傳回台視，是首次台海兩岸間衛星直播。[58]
- 1990年6月11日，台視新聞部完成全部攝影、剪輯、播映器材之換新，3/4吋U-matic系統被汰換為1/2吋Betacam SP系統。[59]
- 1990年8月20日，台視新聞部於美國華盛頓特區成立「華盛頓新聞中心」，是台視新聞部在國外成立的第一個新聞中心，也是台視新聞部第一次派駐記者常駐國外。[58]
- 1990年12月1日，台視新聞部在台中市成立「中部新聞中心」，增添剪輯器材、攝影棚與微波設備，且加派一組記者常駐台中市。[58]
- 1991年1月16日，波斯灣戰爭開戰，台視新聞同日立即安排記者前往戰地採訪；總計於波斯灣戰爭期間派出5組記者、總計14人次，是當時台視新聞最大規模的採訪行動。波斯灣戰爭期間，《台視晚間新聞》延長播出時間為1小時。[60]
- 1991年3月19日，長榮航空總經理許瑞源與台視文化公司總經理梁光明簽約，台視文化公司製作CNN中英雙語新聞給長榮航空班機播出，CNN亞太地區代表Gre Gell到場觀禮。[61]
- 1991年4月，台視體育部聘請音樂家為台視體育節目之片頭及片尾作曲，此時已編曲完成，作曲、編曲、錄音費用總計新台幣27萬餘元。[62]
- 1991年4月24日，《台視晚間新聞》提前至每天19時整播出[50]，20分鐘後續播連續劇及綜藝小品。
- 1991年8月1日，台視新聞正式建立中部新聞中心及南部新聞中心召集人制度，遴選優秀、資深的記者分別派駐兩中心，負責指揮調度採訪台灣中南部各縣市新聞。[58]
- 1991年8月19日，台視新聞率先報導蘇聯八一九事件。[25]
- 1991年9月2日，台視在每週一至週五上午11:15～11:35增播客家語新聞節目《鄉親您好 台視新聞：客家語新聞》。[46]
- 1991年9月30日21:30～22:40，台視新聞部製作組製播中華民國外交部次長章孝嚴與民主進步黨立法委員謝長廷的電視辯論會《章孝嚴、謝長廷國是辯論會——加入聯合國》，放在《台視新聞熱線追蹤》內播出，主持人李四端，是台灣電視史上第一次現場直播的政論性辯論會。[6]
- 1991年12月1日，台視新聞正式實施拍攝帶存檔管理系統，將有留存價值的拍攝帶集中剪輯後以電腦管理，以供運用。[58]
- 1993年8月2日，《台視晚間新聞》延長為60分鐘。
- 1993年9月30日，四川航空3U592班機被劫機降落中正機場，台視新聞現場連線報導。
- 1994年，前蘇聯總統戈巴契夫訪問台灣，聯合報系主辦、台視新聞部製播特別節目《與戈巴契夫先生對話》專訪戈巴契夫。
- 1995年5月15日下午，台視文化公司與長榮航空簽約：台視文化公司把《台視晚間新聞》每日內容剪輯成10至15分鐘，以國語與英語配音後給長榮航空客機播出。[63]
- 1996年8月6日，台視中部新聞中心遷至新買的辦公大樓，面積224坪，有五間專用剪輯室、專屬攝影棚、會議室、片庫、置物區。[64]
- 1996年9月，台視新聞部國外組組長林達請辭，跳槽傳訊電視中天頻道。[65]
- 1997年7月2日，台視新聞部節目組製播的每週播出1小時的記實性報導節目《大社會》開播，標榜專門採訪社會中特殊的、感人的、悲哀的或歡樂的小人物，以當事人口述、不加旁白的表現方式呈現。[66]
- 1997年10月1日，台視每週一至週五18:30～19:00播出的國語晚間新聞節目《晚安您好》改採閩南語播報；1997年11月1日，《晚安您好》停播，原時段自11月3日起改播閩南語連續劇《石磨心》[67][68]。
- 1998年1月1日，台視與國立台南藝術學院簽訂之「新聞影片典藏合約」生效，台視將1962年10月至1987年間的一萬多捲台視新聞影片委託國立台南藝術學院整理、編目、再利用為文化資產。[69]
- 1998年1月5日，台視與Sport News TV簽訂體育新聞使用合約。[70]
- 1998年2月25日，台視記者隋安德、莊濟維乘坐英國皇家空軍VC-10空中加油機，獨家拍攝VC-10在空中為戰鬥機加油的畫面。[71]
- 1998年4月13日，台視新聞部與「全通空中專業電子攝影公司」簽約合作，以遙控直昇機從事新聞事件空中攝影。[72]
- 1999年4月2日，台視新聞部與桃園廣播電台簽約，桃園廣播電台自簽約日起每日13:00～13:10摘要播出《午安您好 台視新聞》。[73]
- 1998年7月，台視將體育部人力整合納入新聞部。[74]
- 1998年9月，台視新聞棚燈光系統更新為英國Strand GSX-125，特性為採用電腦數位控制，負載回路有112路，可記憶每一回路燈光亮度或場景，總計有200個cue點隨時可從電腦主記憶體中回叫使用或更動，有助於新聞主播隨時轉動播報角度之燈光精準度。[75]
- 1998年12月1日，台視安裝完成一輛SNG/Fly-away衛星新聞採訪車，平時作SNG用，必要時可快速拆為Fly-away以運往外島或國外作業。[76]該車傳輸壓縮格式為MPEG-2，傳輸速率可隨畫質需求任意調整，最大發射功率為350瓦，天線1.5公尺，具有衛星自動尋覓功能，設有30呎高的桅桿平台可裝攝影機或微波設備。[75]
- 1999年3月1日，台視新聞部所使用的日本放送協會（NHK）新聞傳輸，使用的衛星從PAS-2完成轉換為PAS-8。[76]
- 1999年4月17日，台視記者余佳璋、薛慶松赴南斯拉夫並登上位於亞德里亞海的美國海軍羅斯福號航空母艦，採訪以美軍為首的北約轟炸南斯拉夫行動；台視是唯一登艦拍攝的電子媒體。[73]
- 1999年7月19日至8月13日，基於台視新聞部經理兼《台視晚間新聞》當家主播戴忠仁的構想，台視新聞部舉辦觀眾收視意向調查，觀眾撥打宏遠電訊提供的「戴忠仁專線」（0947-812-888，以市內電話計費）回答自己喜歡的新聞類型之後留下自己的國民身分證號碼末九碼與聯絡電話號碼，每日有50位觀眾可獲得麥當勞新台幣六百元餐券，未獲得麥當勞餐券者則可參加現金新台幣十萬元抽獎。[77]
- 1999年8月11日，台視新聞部與旭聯科技合作架設《人人都是台視特派員》網站，開放網友提供新聞給台視新聞部，經查證屬實後將在台視新聞各類節目（《台視晚間新聞》、《大社會》、《熱線新聞網》等）中播出，而提供獨家新聞者可獲得「獨家獎金」新台幣三千元以上。[78]
- 1999年8月27日，台視總經理詹春柏與大眾廣播董事長袁韻婕簽約締結跨媒體策略聯盟，KISS Radio自1999年9月1日起每日16:30廣播台視新聞，廣播範圍為新竹以南（2019年起再度和KISS Radio簽約，改為平日12:30播出《台視焦點新聞》）。[79]
- 2000年6月18日，台視新聞部啟用《WinNear編採系統》，標榜「台視自行研發的第二代新聞編採系統」，支援的作業系統為Microsoft Windows。[80]
- 2000年8月19日，賴國洲就任台視董事長，胡元輝就任台視總經理，兩人簽署台視新聞部發起的《新聞自由公約》。[81]
- 2000年9月27日，台視與高雄廣播電台簽約，高雄廣播電台自2000年10月1日起聯播《台視晚間新聞》[82]（2003年~2008年5月改聯播《午安您好－台視新聞》）。
- 2001年7月2日，丘岳接任台視新聞部經理。[83]
- 2001年8月31日，台視新聞部經理丘岳與春水堂科技娛樂負責人張榮貴簽約，台視在2001年9月11日至2002年3月10日的每日18:55～19:00（即每日《台視晚間新聞》開播前5分鐘）播出春水堂科技娛樂旗下著名虛擬人物阿貴播報的新聞節目《台視新聞 家有阿貴》。[84]
- 2002年5月15日，台視與國家圖書館簽約，國家圖書館分兩階段典藏台視新聞全部影音資料。[85]
- 2002年9月1日，戴忠仁調升台視新聞部經理。[85]
- 2002年11月，台視新聞部八位資深員工升職；其中，在1990年進入台視新聞部的當時《早安您好─台視新聞》主播李偉國升職為資深三級主播，在1997年進入台視新聞部的氣象主播熊臺玉升職為資深三級主播，在1997年進入台視的體育主播蔣任升職為資深三級記者。[86]
- 2002年11月11日，台視新聞駐日本特派員宣聖芳獨家報導日本駐北京武官遭中華人民共和國政府驅逐出境，獲得富士電視台報道局（新聞部）頒發「總編集賞」（總編輯獎）。[85]
- 2003年5月16日，戴忠仁調任總經理特別助理，王智應升任新聞部經理；2003年8月28日14時30分，台視召開第十五屆董事會第二次會議，通過戴忠仁調任總經理特別助理，王智應升任新聞部經理。[87]
- 2003年6月2日，台視《民生消費新聞》開播，播出時間為每周一至周五16時30分到17時00分（後期分別更改時間兩次，2004年4月19日起改為週一至週五17時00分到17時28分播出；2006年5月1日起改為週一至週五17時30分到17時58分播出）。
- 2003年6月26日，台視每週一至週五6時整至6時30分播出之單主播制英語新聞節目《台視英語新聞》正式由周季薇（Josi Chow）擔任主播。[88]
- 2003年7月1日，《台視1200午間新聞》開播，播出時間為每日12時00分到12時30分，由古詩琪擔任主播；《午安您好 台視新聞》維持播出時間為每日12時30分到13時00分，由李傳慧擔任主播。[89]
- 2003年9月23日，《台視英語新聞》播報形式由單主播制改為雙主播制，單主播制時期兩位主播林裕展與周季薇同時擔任《台視英語新聞》主播。[90]
- 2004年4月20日，台視新聞部取得日本職棒太平洋聯盟西武獅隊全年68場主場轉播權，由體育記者陳瑤琦負責播報。[91]
- 2004年5月10日，台視新聞部成立運動新聞中心，蔣任擔任第一屆副主任。[92]
- 2004年6月28日，《台視晚間新聞》改為雙主播制，李偉國與劉麗惠擔任雙主播。[92]
- 2004年8月2日，台視新建第八攝影棚，專供台視財經台製播現場直播財經節目《股市即時通》。[92]
- 2004年10月25日，蘇逸洪擔任《台視晚間新聞》製作人兼主播。[93]
- 2005年4月18日，台視第十五屆董事會第七次會議通過新聞部經理王智應調升副總經理，仍兼原職。[93]
- 2007年10月，台視民營化，熊臺玉離開台視，《台視晚間新聞》短暫廢除氣象主播制度至2008年5月5日止。
- 2007年11月19日，夜間新聞節目《台視新聞世界報導》延長播出時間為一小時（每周一至周五23時整到24時整），並改由劉麗惠擔任主播。[94]
- 2008年5月5日，非凡電視台主播王軍凱兼任《台視晚間新聞》氣象主播。
- 2008年7月4日，台視與廈門衛視合作「兩岸包機直航」報導，台視主播歐懿慧在台視新聞攝影棚訪問華信航空代表、同時與廈門衛視連線對話，台視SNG車在臺北松山機場協助廈門衛視作衛星連線。[95]
- 2008年10月20日，台視主頻道定每星期一至四23:10～23:40為深度報導節目時段，分別播映《熱線追蹤》、《大社會》、《從台視看天下》與《休閒部落格》。《從台視看天下》開播不久，即改名《從台北看天下》。[96]
- 2008年11月27日，《休閒部落格》停播，共5集。
- 2008年12月底，台視財經台財經新聞節目《財經晚報》與《財經夜報》結束自製，《財經晚報》改為轉播非凡新聞台《非凡9點錢線新聞》與《非凡10點晚間新聞》，《財經夜報》改為轉播非凡新聞台《非凡11點夜線新聞》與《非凡深夜新聞》。
- 2009年3月25日，因應台視節目調整，《台視新聞世界報導》停播；2009年9月，《台視新聞世界報導》復播。[97]
- 2009年6月2日，《大社會》停播，共32集。2009年6月3日，《從台北看天下》停播，共23集。2009年6月4日《發現新台幣》停播，共24集。
- 2009年6月8日，《熱線追蹤》自第33集起，台視主頻道播出時間改為每星期一至四22:00，林益如主持，每星期一之主題為〈發燒話題 追根究柢〉，每星期二之主題為〈螢光幕後 戲夢人生〉，每星期三之主題為〈世界之窗 縱觀天下〉，每星期四之主題為〈發現新台幣 點石便成金〉，一舉整合已停播的《大社會》、《從台北看天下》、《發現新台幣》等三個節目。
- 2013年12月9日起，台視主頻各節新聞於台視HD台改以高畫質播出，唯當時高畫質僅限鏡面及播報畫面部分，採訪畫面尚為標準畫質。2014年4月中旬起，在台視HD台播出的採訪帶，逐漸改為高畫質，並更新部分新聞時段的開場動畫。4月28日起改為高畫質播出並無帶化播放。[98]
- 2014年12月31日23時58分，台視新聞台開播。
- 2021年1月1日，啟用全新攝影棚且啟用全新大電視牆。
- 2021年7月19日07時00分，更換全新新聞鏡面。

## 事件
- 1988年4月5日11時，以雲嘉南地區為主的一千多名民主進步黨群眾不理會警方多次勸阻，齊聚在台視廣場，向台視大樓大門投擲雞蛋和砸毀自己帶去的電視機，抗議台視新聞對民進黨立法委員朱高正領導的「329大湖山莊事件」[99]報導不公；路人張香奇，對這項未經警方核准的抗議活動頗有微詞，遭抗議群眾追逐、圍毆。同日，台視發表聲明，表示：「今後將抵制一切有關民進黨活動的報導；同時，台視新聞客觀公正的報導原則絕不會受今天這些群眾不法聚集事件的影響。」
- 1989年3月14日，《台視晚間新聞》主播顧安生為台視八點檔連續劇《郵差總是按錯鈴》拍攝節目預告影片並向觀眾推薦該劇，引起中視、華視認為顧安生此舉已有廣告行為，除了會對觀眾產生誤導作用之外，也影響主播客觀公正的形象；中華民國新聞評議委員會（新聞評議會）決定對此事進行了解。同年12月4日，台視新聞在晨間報導1989年中華民國縣市長選舉台南縣縣長選舉驗票糾紛時稱「此項選舉無效，將重新辦理」，但立即於當天午間新聞澄清[100]。12月6日，《台視晚間新聞》報導台南縣縣長選舉驗票糾紛時稱「台南縣長參選人李宗藩發表查驗第七十一開票所與永康鄉公所呈報縣選委會的票數不符......」，台南縣部分民眾紛紛打長途電話向台視抗議；台視發現錯誤後，從該日20時整起每隔十分鐘打出「台南縣選票驗票結果並無不符」字幕更正；該日晚間，台視新聞部經理章紹曾被免職，體育部經理廖蒼松接任新聞部經理並仍兼原職[100]。12月7日，台視懲處台南縣縣長選舉驗票糾紛新聞失職人員，新聞部採訪組組長兼《台視晚間新聞》當家主播李四端被記過並停播一個月，採訪記者胡佳君及烏凌翔也被調差記過處分，但此人事命令還未經主管核准[101]。
- 1992年3月18日，《台視新聞世界報導》女同性戀專題報導中插入訪問歌手潘美辰。事後，潘美辰及其所屬的藍與白唱片認為這項報導「隱喻」潘美辰與鄺美雲是女同性戀者，在3月19日發律師函給台視，要求台視新聞在7日內公開更正和道歉，否則將採取法律行動；3月28日，藍與白唱片向新聞評議會申訴此事；5月5日，台視新聞部與潘美辰、鄺美雲達成和解。
- 1992年12月，點將唱片、滾石唱片等六家唱片公司聯合向台北地方法院提起自訴，指控台視擅自在節目中分別公開播送及重製著作權分屬該六家公司的13首歌曲，並指控台視及其董事長陳重光涉嫌違反《著作權法》。
- 1994年8月，台視新聞報導1994年臺灣省省長選舉新聞，在報導國民黨提名的省長參選人宋楚瑜籌措競選經費時，配合播報宋楚瑜的選舉捐款劃撥帳號，引起新黨提名省長參選人朱高正與民進黨提名省長參選人陳定南強烈抗議。陳定南競選辦公室抨擊台視新聞公開為宋楚瑜助選，要求台視新聞採訪陳定南的選舉新聞及播報陳定南的選舉捐款專用帳戶；並揚言若台視新聞再出現這種情況，將考慮發起拒看台視[102][103]。
- 1994年8月24日，朱高正以「抗議台視新聞處理8月21日新黨黨慶『獨漏』朱高正代表新黨參選省長」為由，率眾前往台視抗議新聞報導不公，引發群眾與保安警察及台視警衛的衝突。直到台視新聞部經理廖蒼松出面公開承諾「台視新聞絕對不會打壓新黨」，群眾才逐漸散去。
- 1994年11月30日，《午安您好－台視新聞》報導1994年台北市長選舉新聞，播出新黨召集人王建煊召開記者會稱「黃大洲民意落後，國民黨高層已將票源讓給陳水扁」，即「棄黃保陳」。1994年12月29日下午，黃大洲向台北地檢署控告台視董事長陳重光、台視總經理莊正彥、台視新聞部經理廖蒼松與《午安您好－台視新聞》主播阮淑祥涉嫌共同違反《公職人員選舉罷免法》，告訴狀批評台視新聞未經查證即播報「情治單位民意調查顯示：台北市長候選人獲票率，陳水扁比趙少康領先二個百分點，黃大洲則已出局；國民黨層峰為了防止趙少康當選，已經暗中把部分大財團的票轉移給陳水扁......」。1995年1月18日上午，台北地檢署主任檢察官林天麟開庭追查「棄黃保陳」說，趙少康與王建煊在庭訊時說，新黨從1994年11月下旬開始就陸續接到來自情治單位、軍方與企業界的電話和傳真指稱國民黨的高層人士要求黨員與財團改投票給陳水扁以封殺趙少康，新黨為求自保才公開這些訊息；廖蒼松與阮淑祥在庭訊時說，台視新聞是根據王建煊記者會內容採訪後播出，沒有任何預設立場，在報導這類選舉新聞時也沒有意圖使特定候選人當選或不當選[104]。1995年5月3日，台北地檢署裁定，台視新聞依據王建煊記者會的實況採訪來報導，沒有添加個人意見，陳重光等四人的犯罪嫌疑不足，故均獲得不起訴處分。
- 1995年5月23日，台視四位一級主管舉辦公開記者會，譴責「台視招考記者受到關說並已內定」的指控，強調此舉汙蔑台視聲譽，台視已委託律師要求指控者兩天內提出證據，否則將訴諸法律；台視並證實，被指控涉嫌關說的三位考生並未通過筆試。
- 1996年9月29日19時整，由於台視播出線路不通，《台視晚間新聞》斷訊長達23分50秒，是當時台視斷訊時間最長的紀錄，也是台視新聞第一次「開天窗」；搶修後，《台視晚間新聞》延至該日19時23分50秒開播，其後節目播出時間隨之順延。[105]1996年10月8日，台視總經理莊正彥主導五人調查小組召開最後一次會議，確定斷訊原因是人為管理不善導致無法即時搶修故障機器；1996年10月9日，莊正彥請辭，五人調查小組公布連帶處分名單：斷訊當晚值班的新聞部製作組組長孫亞光被記申誡，《台視晚間新聞》導播祝仲康被記小過，節目部管理組組長黃浪華被記申誡，主控導播張昭賢被記小過。[106]1996年10月16日，莊正彥請辭獲准，台視副總經理李聖文升任總經理。[105]
- 1997年9月22日，台視記者童湘玲與一名攝影記者赴民間全民電視公司（民視）總部採訪民視對楊憲宏調職爭議說明的記者會，民視董事長蔡同榮以怕電子媒體斷章取義為由要求攝影記者不要拍攝，童湘玲以公開記者會為由堅持採訪自由，民視執行副總經理陳剛信憤而離場，民視總經理李光輝當場下令將童湘玲與攝影記者逐出民視；事後李光輝表示，各電視台間本來就有不報導人事問題的默契，民視也從來不過問各電視台的高層異動，所以民視不希望其他電視台報導本案。[107]
- 1999年6月24日11時左右，在高雄市採訪中華民國海軍陸戰隊丟槍案的中視攝影記者劉錦源坐在台視採訪車前低頭拍攝海軍陸戰隊營區門口時，台視記者結束採訪離去時未發現採訪車前有人即開動採訪車，劉錦源遭輾傷、骨盆斷裂；台視記者立即將劉錦源送往海軍總醫院（今國軍高雄總醫院左營分院）急救，後轉送高雄醫學院附設醫院；正在中視大樓舉行慶功會的中視總經理江奉琪隨即指派副總經理林章松與新聞部副理翟翬南下探視劉錦源，台視新聞部經理顧安生指示新聞部行政組組長劉忠繼南下慰問劉錦源。江奉琪說，劉錦源因公受傷，中視將負擔全部醫療費用；顧安生說，他對此深表遺憾並致歉。[108]
- 1999年9月21日，台灣發生921大地震；台視新聞部於該日02:30增開現場報導，同持出動四部SNG車及轉播車到災區連線報導災情；台視另設臨時微波通路於東星大樓至台視大樓之間，直到1999年9月22日01:00。[73]台視儲存兩萬多捲ENG錄影帶的資料庫在九二一大地震中受損，台視行政組在重整過程中順勢導入現代圖書資料管理技術。[69]
- 2000年3月21日，台視新聞部採訪中心副組長王智應撰寫老三台記者給社會大眾的公開信〈浴火重生 拒絕沉淪〉，呼籲政治勢力退出老三台；王智應表示：「自從去年升副組長以來，處理選舉新聞的過程真的感觸特別深；尤其19、20日我得知同仁在國民黨中央黨部被民眾威脅到人身安全，我當場在編輯台流下眼淚：為什麼我們同仁要揹負這樣的包袱？為什麼要遭受唾棄？所以我選擇以連署讓大家了解三台記者的無奈與悲哀。」「我會一直做下去，因為整個過程比結果重要。希望趁這個危機也是轉機的時候，為三台記者找回尊嚴，讓新聞競爭回歸專業。」
- 2013年2月28日15時左右，台視財經台國際新聞節目《世界ON AIR》發生新北強震600人罹難誤報事件：螢幕下方跑馬燈字幕打出「新北市五股區強震 芮氏規模6.3」、「新北已逾600人罹難 受傷達萬人」、「新北災情慘重 萬棟建築物受損」、「逾萬人無家可歸 新北總動員救災」等。同日15時30分，台視財經台打出字幕「稍早地震訊息內部誤植，僅此道歉」，並在網站發布道歉聲明「將內部測試之地震新聞稿件誤植於新聞跑馬燈中，其內容為內部電腦測試，因系統誤植造成觀眾困擾，特此致歉」。台視表示，會懲處相關人員[109]。
- 2018年12月，《鏡周刊》報導傅崐萁在擔任花蓮縣長任內共發包25個縣府媒體採購案，然而採購案得標者皆為花蓮在地媒體記者，每名承包標案的記者可獲得台幣14萬元至46萬餘元不等的酬勞[110]；得標記者的工作為產製有關時任縣長傅崐萁施政舉措的文字和影音報導並提供縣府。此案引起台灣社會高度關注[111][112][113][114]，諸多知名平面和電子媒體的員工涉及此案，其中台視新聞表示，經查證屬實，內部涉案記者已請辭[115]。

## 現任台視新聞部人員

### 管理層
| 黃崧           | 台視董事長             |
| 周法勛         | 總經理                 |
| 謝陳齊、朱蓓苓 | 副總經理、新聞部副總監 |
| 左燕妮         | 新聞部經理             |
| 歐懿慧         | 新聞部節目中心主任     |
| 劉孟竹、鳳錦程 | 新聞督導               |

## 主播群

### 新聞主播
| 新聞主播 | 新聞主播             | 新聞主播             | 新聞主播           | 新聞主播 |
| -------- | -------------------- | -------------------- | ------------------ | -------- |
| 林益如   | 鄔凱雯               | 王李中彥（兼任策劃） | 侯乃榕             | 劉宜函   |
| 謝安     | 林彥均               | 郭中（兼台語主播）   | 黃品寧             | 周芸     |
| 陳彥珊   | 林宸頡               | 劉人豪               | 謝美玲（台語主播） | 張寧     |
| 陳酈亭   | 陳晏瑋（兼台語主播） | 楊祥瑜               | 顏明儀             |          |

### 氣象主播
| 王軍凱（兼任非凡新聞氣象主播） | 魏恬 | 陳酈亭 |

## 節目主持人
| 主持人   | 節目名稱           |
| -------- | ------------------ |
| 王李中彥 | 《熱線追蹤》       |
| 劉宜函   | 《尋找台灣感動力》 |
| 林益如   | 《益起看世界》     |
| 侯乃榕   | 《台灣名人堂》     |

## 外部連結
- 台視新聞 （页面存档备份，存于）
- 台視新聞的Facebook專頁
- YouTube上的台視新聞頻道